# Scales of fortune
Scales of fortune is het tweede studioalbum van Lamp. Het album sluit aan op The three towers in de door de band zelf verzonnen verhaallijn van Bernodine (Tales from Bernodine-Volume II). Opnieuw klinkt hier de elektronische muziek van de Berlijnse School voor elektronische muziek. Kenmerkend daarvoor zijn lang uitgesponnen nummers met sequencers.

## Musici
- Michael Shipway – synthesizers, elektronica
- Garth Jones – gitaar

## Muziek
| Nr. | Titel                                                | Duur  |
| --- | ---------------------------------------------------- | ----- |
| 1.  | Serendipity (When fortunwe rides on screams of lava) | 15:05 |
| 2.  | Calamity (When fortune falls in glacial deeps)       | 15:18 |
| 3.  | Adversity (When fortune stands balanced in time)     | 15:28 |
| 4.  | Fortunity (When fortune rides high with the tide)    | 15:10 |